# Bona vacantia
Bona vacantia is het (feodale) recht op alle onbeheerde of erfloze nalatenschappen in een bepaald gebied. 
Wanneer een erflater zonder testament (ab intestat) sterft en er geen legitimarissen zijn valt de boedel aan de bezitter van het bona vacantia (of onbeheerde goederen). In Engeland is de Kroon de bezitter van dit recht maar in het Markgraafschap of Hertogdom Cornwall is het de Hertog van Cornwall.
Tijdens de onderhandelingen in 1802 over de nieuwe Europese ordening eiste Pruisen, nadat de stiften Essen en Elten en het bisdom Paderborn aan haar toegewezen waren, ook de geestelijke gebieden die deze bezaten in de Bataafse Republiek. De Bataafse Republiek eiste deze gebieden op als bona vacantia. Bij de Reichsdeputationshauptschluss van 25 februari 1803 werden de stiften en het bisdom met alle eigendommen en quelque lieu qu'elles soyent situées  aan Pruisen toegekend. 